# Cytryniany
Cytryniany – organiczne związki chemiczne, sole i estry kwasu cytrynowego. 
Cytryniany odgrywają znaczną rolę w organizmach żywych. Powstają one w trakcie cyklu Krebsa, w wyniku kondensacji aldolowej estrów kwasu szczawiowego i octowego z acetylo-CoA katalizowanej przez enzym syntazę cytrynianową. W dalszych etapach cyklu cytrynian ulega izomeryzacji do mniej trwałego termodynamicznie izocytrynianu przy udziale enzymu akonitazy: